# St. Thomas, Volšperk
St. Thomas je naselje v Občini Volšperk v Okraju Volšperk na Koroškem v Avstriji.